# Четэцуйский монастырь
Четэцуйский монастырь, монастырь Четэцуя (рум. Mănăstirea Cetățuia) во имя святых апостолов Петра и Павла — мужской монастырь Ясской архиепископии Румынской православной церкви в городе Яссы. Монастырь окружён крепостными стенами с оборонительными башнями по углам и носил оборонительную функцию.
Монастырь построен господарем Георгием Дукой в 1669—1672 годах. Монастырская церковь построена по плану церкви Трёхсвятительского монастыря. Монастырь подарен храму Гроба Господня в Иерусалиме. Надпись над входом в притвор на греческом языке гласит, что монастырь построен при патриархе Иерусалимском Досифее и митрополите Молдавском Досифее в 7180 году от сотворения мира и в 1672 году от воплощения Господа нашего Иисуса Христа. Султан Мехмед IV 10 июня 1672 года во время похода на Польшу предвидел скорую гибель монастыря, но его слова не сбылись.
В 1682 года в монастыре открыта типография, печатавшая книги на греческом языке для всего Востока. Деньги на создание типографии выделил Георгий Дука. Типографские материалы были закуплены в Венеции. В типографии работали румынские монахи, знавшие греческий язык, во главе с иеромонахом Митрофаном, будущим епископом Хушским.
Монастырь не закрывался. Отреставрирован в 1830—1911, 1940—1941 и 1964—1971 года. Уникальность монастыря состоит в сохранении всего ансамбля монастырской архитектуры. Большу́ю опасность для целостности ансамбля представляют оползни, усилившиеся после 1996 года.